# Veliki Videm
Veliki Videm je naselje v občini Trebnje.
Veliki Videm je gručasta vas na hribu nad globoko Dolgonjivsko dolino. Polja so v hriboviti legi na hribu nad vasjo, na severovzhodni strani in pod vasjo pa so gozdovi.